# ホセ・オスカル・フローレス
ホセ・オスカル・フローレス・ブリンガス（José Oscar Flores Bringas, 1971年5月16日 - ）は、アルゼンチン・ブエノスアイレス出身の元同国代表サッカー選手。現サッカー指導者。
母国のCAベレス・サルスフィエルドでプロキャリアを始め、1990年代のクラブの黄金時代を過ごし7つのタイトルを獲得した。UDラス・パルマス, プリメーラ・ディビシオンのデポルティーボ・ラ・コルーニャ等のクラブに所属し、スペインでの8年の間にリーグ戦194試合61得点を記録した。また、アルゼンチン代表で2試合に出場している。

## 経歴
ブエノスアイレスで生まれたフローレスは、1990年にCAベレス・サルスフィエルドでキャリアを始め、1990年代半ばのクラブの黄金時代で大きな役割を果たした。在籍中は、リーグ優勝3回, コパ・リベルタドーレス, インターコンチネンタルカップ, コパ・インテラメリカーナ, スーペルコパ・スダメリカーナを獲得。自身は、1994年にアルゼンチン代表デビューをし、1995クラウスーラで得点王に輝いた。
1996年、スペイン2部のUDラス・パルマスに当時のクラブ記録となる移籍金550万ペセタで加入。2シーズン目の1997-98シーズンは21ゴールを記録し昇降格プレーオフ進出に貢献するも、レアル・オビエドに2試合合計3-4で敗れ1部昇格は叶わなかった。
翌シーズン、同僚のマヌエル・パブロと共に1部のデポルティーボ・ラ・コルーニャに参加。2000年にポルトガル代表のペドロ・パウレタやオランダ代表のロイ・マカーイとコンビを組み、クラブ史上初のリーグ優勝に貢献した。
その後、フローレスはレアル・バリャドリード, RCDマヨルカ, 2部のシウダ・デ・ムルシアを渡り歩くも影響を与えることが出来ず、2004年に母国アルゼンチンに帰りCAインデペンディエンテと契約した。
2006年に2部のCAアルドシビと契約。2007年3月、ノルウェーのFKリンに同胞のマティアス・アルメイダと共に移籍し、6月に現役引退した。リンでは、ノルウェーカップ1回戦に45分出場しただけだった。

## 指導者
2009年、フローレスはリカルド・ガレカ監督率いるCAベレス・サルスフィエルドのアシスタントに任命され、古巣に復帰した。

## タイトル
クラブ
CAベレス・サルスフィエルド
- アルゼンチンリーグ : 1993C, 1995A, 1996C
- コパ・リベルタドーレス : 1994
- インターコンチネンタルカップ : 1994
- コパ・インテラメリカーナ : 1994
- スーペルコパ・スダメリカーナ : 1996

デポルティーボ・ラ・コルーニャ
- プリメーラ・ディビシオン : 1999-2000
- スーペルコパ・デ・エスパーニャ : 2000

RCDマヨルカ
- コパ・デル・レイ 2002-03

個人
- アルゼンチンリーグ得点王 : 1995C